# 都市工学科
都市工学科（としこうがっか）は、都市計画や都市工学、交通工学、環境都市工学に関する研究や教育を目的とした大学等の学科である。他に、都市デザイン工学科、環境都市工学科、建設都市工学科などの名称の学科もいくつか存在する。
かつては東京大学工学部のみに設置されていた。同学科では都市計画に関する専攻分野と衛生工学に関する専攻分野が開設されている。一方、1990年代に入っていくつかの大学、高等専門学校で土木工学科の名称を変更したり、工業高等学校で学科名称に採用された。

## 都市計画学及び衛生工学を専門とする学科

### 東京大学 工学部 都市工学科
1962年に日本で最初の都市計画に関する専門教育課程として東京大学工学部に都市工学科が設置された。1966年に1期生が卒業した。
2022年現在、同学科には都市計画が都市計画コースとなって9研究室、衛生工学が都市環境工学コースとなって8研究室を有する。

#### 設置の経緯
1959年には日本都市計画学会から関係省庁宛てに国立大学における「都市計画研究所ならびに都市計画学科新規設立についての要望」が出され、1961年には東京商工会議所から公立大学における都市工学科創設要望が政府、国会に提出されるなど、高度経済成長期の激化する都市問題の解決に資する専門家の育成は社会的要請になっていた。
東京大学工学部都市工学科の設立趣意書では、国土の総合開発、都市の再配置、既成市街地の再開発から原子力利用に伴う水質汚濁の防止まで、様々な都市問題を背景とした、建築学、土木工学、衛生工学を統合する都市工学の役割の重要性が指摘されている。同時期に東京工業大学社会工学科の創設（1966年）や建築学科や土木工学科における都市計画講座の新設・拡充が続いた。
もともと、日本の大学には学科専攻間を取り持つ学科がないことを連合国軍最高司令官総司令部 (GHQ) は指摘していたが、化学と土木衛生分野を取り持つ学科として、1958年に土木工学科が衛生工学科新設を申請する。
一方、建築学科は1960年に都市計画学科新設を申請する。文部省からは「予算的に作る余裕はない。1つにしろ」ということであったため、当時工学部長であった武藤清建築学科教授のもとで、都市工学科として創設することにした。
学科創設に際しなかなか同意をしない当時の文部省に高山英華、丹下健三らが出向く。その際担当課長が東京吉祥寺に在住であることを聞かされ、成蹊学園の出身でもあり、当時吉祥寺駅前広場の都市計画策定の委託を受けていた高山は吉祥寺の駅前の不備について言及、了承される運びとなる。1961年に建築学科、土木工学科が共同して都市工学科を申請し、1962年に都市計画（5講座）と衛生工学（3講座）からなる都市工学科として発足した。

## 土木工学全般を専門とする学科

### 横浜国立大学 都市科学部 都市基盤学科
横浜国立大学都市科学部は同大学にとって50年ぶりの新学部であり、都市を形成する建築物および都市基盤施設の計画や設計および運用、維持にかかる課題や自然環境・社会環境を科学的に分析し総合的に学問する場とされている。そのため、都市科学部に属する一部の学科は文理融合の学科として設置され、社会科学分野を専門としている。
都市基盤学科は、1978年に設立された工学部土木工学科を前身としている。その後、理工学部の建築都市・環境系学科の一学科として再編されて、都市の基盤施設（インフラストラクチャー）に関わる技術やデザイン、政策決定、マネジメントを学ぶ学科として再定義された。

### 大阪市立大学 工学部 都市学科
前身の土木工学科は1959年に理工学部を、理学部・工学部に改編の際、設置された。2005年に土木工学科の名称を都市基盤工学科に変更。その後都市基盤工学科は2009年4月の学科再編により都市学科に再編した。1級建築士の受験資格が認定を受けていた土木工学科を都市基盤工学科に変更の際、本来得られる資格を国土交通省との連絡が不十分でカリキュラム不備となり、さらに大学は再び認定を受けるための申請が2009年4月まで遅れていた。2012年6月、実務経験を終え受験を申し込んだ卒業生に国土交通省から資格がないと連絡があり、発覚。申請できないという事態が起こる。
2008年までは改正前の条件なので、試験は当時、国土交通省が認定した学科を卒業し、2年の実務経験を経るなどすると受験できる制度であった。大阪市立大学#教育課程講座ミス参照。

### 東京都市大学 建築都市デザイン学部 都市工学科
もともとは1929年に武蔵高等工科学校創立時、土木工学科を設置するが、1949年の学制改革により武蔵工業大学に昇格する際、建設工学科を設置。1957年、建設工学科を建築工学科、土木工学科に分離し、2002年土木工学科を都市基盤工学科と改称。2007年に都市工学科に名称変更。
都市工学科は東京都市大学移行後も工学部にあったが2020年4月より工学部を改編し、理工学部への名称変更と建築都市デザイン学部を新設するのにともない、従来の工学部から建築学科と都市工学科が建築都市デザイン学部に移行。

## 土木工学及び建築学全般を専門とする学科

### 佐賀大学 理工学部 都市工学科
都市工学科は、1970年理工学部に設立した土木工学科がルーツで、1982年には建築系の建設工学科も創設。1997年に理工学部全体の改編にともない、土木工学科、建設工学科の両学科を統合し「都市工学科」を誕生させた。
このため、佐賀大学の都市工学科は土木系の都市環境基盤コースと建築系の建築・都市デザインコースという2つのコース制による教育カリキュラムを特徴とし、カリキュラムを支える専門領域は構造・材料工学、都市計画・交通計画、環境・マネージメント等の土木工学関連の専門領域と建築の専門領域双方に関わりを持つ分野の他に水環境・河川・流域水工学、地盤工学・道路工学といった土木工学社会基盤整備方面に密接なつながりを持つ分野と、建築歴史・意匠、建築計画・都市デザイン、建築環境工学といった建築学分野からなりたち、各専門領域が連携しあい一体となって教育・研究活動を展開している。

### その他
都市環境工学科 / 環境都市工学科

## その他の設置校
- 大阪市立都島工業高等学校
- 大阪府立西野田工科高等学校　建築都市工学系・都市工学科
- 東京都立田無工科高等学校
- 鹿児島県立薩南工業高等学校
- 山口県立岩国工業高等学校
- 東京都立総合工科高等学校  建築・都市工学科
- 静岡県立島田工業高等学校
- 島根県立松江工業高等学校  建築都市工学科
- 静岡県立静岡工業高等学校
- 福岡県立福岡工業高等学校
- 奈良県立御所実業高等学校
- 大阪市立都島第二工業高等学校
- 静岡県立科学技術高等学校
- 三重県立四日市中央工業高等学校
- 秋田県立能代工業高等学校
- 兵庫県立兵庫工業高等学校 都市環境工学科（旧土木科）

## 受験資格

### 造園施工管理技士
造園施工管理技士の受験資格は、大学、短期大学、高等専門学校、専門学校、高等学校等で、国土交通省令で定める学科（指定学科）及びそれに準ずると認められた学科を卒業後、所定の実務年数を経ると得ることができる。具体的には、土木、建築、農学（農業土木、造園、園芸、林業等）に関する多数の学科が指定されており、都市工学科、環境都市工学科（大阪市立大学工学部など）、都市システム科、都市システム工学科も指定学科に含まれている（番号は11）。
また、指定学科に準ずる学科の例としては以下のものがある。なお、※の大学の学科については履修確認が必要である。
- 都市システム工学科 - 立命館大学理工学部※
- 環境デザイン学科 - 北海道科学大学工学部
- 環境システム学科 - 芝浦工業大学、和歌山大学システム工学部※
- 都市デザイン工学科 - 大阪工業大学
- 旧環境計画学科 - 大阪芸術大学芸術学部、現・環境デザイン学科

### その他
都市工学科等の学科は、同様の名称の学科であっても、その研究･教育分野は学校によって異なるが、例えば東京大学工学部都市工学科のように建築に関する科目を履修可能な学科では、所定の科目を履修することにより一級建築士試験の受験資格を得ることができる。
土木施工管理技士、技術士、測量士等についても、履修した科目に応じて受験資格が得られる場合がある。